# Unciola crassipes
Unciola crassipes är en kräftdjursart som beskrevs av Hansen 1887. Unciola crassipes ingår i släktet Unciola och familjen Aoridae. Inga underarter finns listade i Catalogue of Life.